# Лефті Бейтс
Ле́фті Бейтс (англ. Lefty Bates), справжнє ім'я Ві́льям Г. Бейтс (англ. William H. Bates; 9 березня 1920, Лейтон, Алабама — 7 квітня 2007, Чикаго, Іллінойс) — американський блюзовий гітарист. Працював сольно і як сесійний музикант, в основному в 1940-х і 1950-х роках.

## Біографія
Народився 9 березня 1920 року в Лейтоні, штат Алабама. Прізвисько «лефті», отримав, через те, що був шулікою. Вівдвідував школу в Сент-Луїсі, штат Міссурі, разом з Флойдом Смітом. Музичну кар'єру розпочав в Сент-Луїсі, приєднавшись до струнного оркестру/вокального гурту Hi-De-Ho Boys. У 1936 році Hi-De-Ho Boys переїхали до Чикаго, де записувались на лейблі Decca, а також часто виступали у клубі Club DeLisa з 1937 по 1950 роки.
Після Другої світової війни записувався з Aristo-Kats на RCA-Victor. Кули гурт розпався у 1948 році, знову приєднався до Hi-De-Ho Boys. Акомпанував Дікі Девісу, Руді Річардсону і Сонні Томпсону (1947—48), Арбі Стідгему (1951—57; зокрема у 1957 році з Ерлом Гукером акомпанував на «Look Me Straight in the Eye»/«I Stayed Away Too Long»), Санніленду Сліму (1955). У 1952 році створив тріо з басистом Квінном Вілсоном і піаністом Горасом Палмом. Як соліст записувався на лейблах Boxer (1955), States, United (1957), Apex (1959) і Mad (1958), однак жодні з цих записів не мали успіху. Працював сесійним музикантом на лейблах Vee-Jay/Falcon, де у 1959 році допоміг Джиммі Ріду записати пісню «Baby What You Want Me to Do». У 1960 році зяв участь у записі альбомів Travelin' Джона Лі Гукера і Jimmy Reed at Carnegie Hall Джиммі Ріда, зокрема зіграв на «Big Boss Man». Акомпанував Отісу Рашу на Duke (1962). У 1960-х працював з Джиммі Рідом на лейблі BluesWay.
Помери 7 квітня 2007 року в лікарні Торек в Чикаго у віці 87 років від артеріосклерозу.

## Дискографія
- «In Your Dreams»/«Go Where Baby Lives» (States, 1957) з The Strollers
- «Chicago Cha Cha»/«Somebody Will Understand» (United, 1957)
- «Why Can't You Love Me»/«Ena» (Apex, 1959) з Горасом Палмом
- «Rock Alley»/«Ninety Days» (Apex, 1959)